# Bob Riley
Robert Renfroe "Bob" Riley (født 3. oktober 1944 i Ashland, Alabama) er en amerikansk politiker, der var den 54. guvernør i den amerikanske delstat Alabama fra 2003 til 2011. 
Riley tilhører det Republikanske Parti. Han var tidligere medlem for Alabama af Repræsentanternes hus i den amerikanske kongres.